# دئوکسی نوکلئوتیدیل ترانسفراز انتهایی

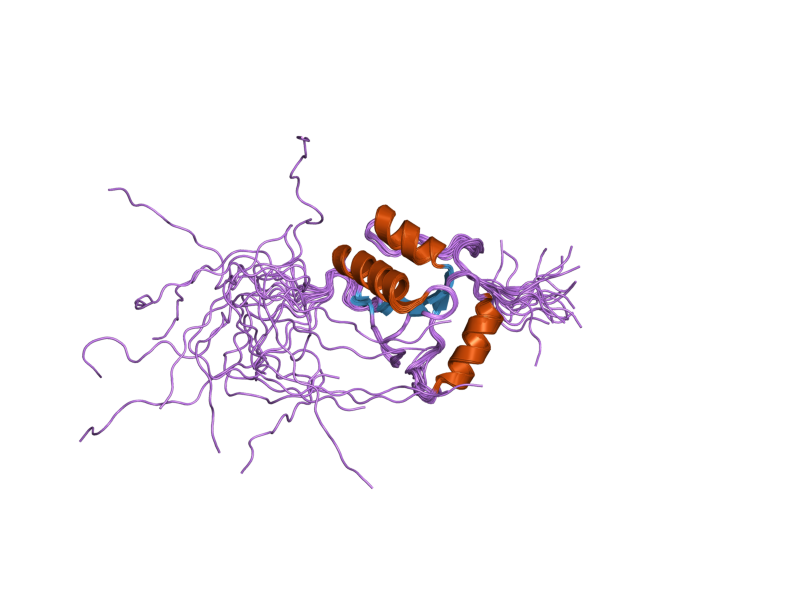
PDB 2coe EBI

آنزیم دئوکسی نوکلئوتیدیل ترانسفراز انتهایی (انگلیسی: Terminal deoxynucleotidyl transferase) که همچنین به نام DNA نوکلئوتیدیل اگزو ترانسفراز یا ترانسفراز انتهایی نامیده می‌شود. یک DNA پلی مراز اختصاصی که در سلول‌های نابالغ لنفوئیدی PreT،PreB، سلول‌های لنفوما، لوسمی لنفوبلاستیک حاد بیان شده است. این آنزیم نوکلئوتیدها را به اگزون‌های D،V،J ژن آنتی بادی اضافه می‌کند، که اثر تنوع اتصالی را به دنبال دارد. در انسان توسط ژن DNTT کد می‌شود.
TdT در سلولهای بنیادی HSCS کبد جنینی وجود ندارد؛ بنابراین طی دوره جنینی در B سل‌ها تنوع اتصال Ab به طور قابل توجهی معیوب است. TdT تا۳ نوکلئوتید را به انتهای ۳ مولکول DNA تک رشته‌ای، دو رشته‌ای، الیگوریبونوکلئوتید اضافه می‌کند. برخلاف دیگر پلی مرازها به الگو نیاز ندارد. کوفاکتور این آنزیم کبالت است، اما توسط منیزیوم هم کار می‌کند. کاربردهای زیادی در بیولوژی مولکولی دارد.